# Cass Ballenger
Thomas Cass Ballenger, född 6 december 1926 i Hickory i North Carolina, död 18 februari 2015 i Hickory i North Carolina, var en amerikansk republikansk politiker. Han var ledamot av USA:s representanthus 1986–2005.
Ballenger tjänstgjorde i USA:s flotta under andra världskriget. Han studerade först vid University of North Carolina at Chapel Hill och utexaminerades sedan 1948 från Amherst College. Ballenger fyllnadsvaldes till representanthuset 1986.